# Бети Уилямс
Бети Уилямс (на английски: Betty Williams, по баща Elisabeth Smyth) е северноирландска активистка за мир. Заедно с Марийд Кориган и Киаран Маккеон е основател на северноирландската организация „Общност на хората, радетели за мир“ (Community of Peace People), застъпник на мира в Белфаст, за което Бети Уилямс и Марийд Кориган са удостоени с Нобелова награда за мир за 1976 г.

## Биография

### Детство, юношество
Бети Уилямс израства в семейство на баща протестант и майка католичка (чийто баща е евреин) при скромни условия на живот. Баща ѝ работи в месарски магазин, а майка ѝ е домакиня. Тя е възпитана в католицизъм. Посещава католическо основно училище „Света Тереза“ и гимназия „Свети Доминик“ в Белфаст, впоследствие завършва и курс в търговско училище.
На 18 години през 1961 г. се омъжва за Ралф Уилямс, протестант от Бермуда. През 1962 г. се ражда синът им Пол, а през 1970 г. дъщеря им Дебора.
Поради междуконфесионалния брак на своите родители, от малка Бети Уилямс е чувствителна за политическите процеси в своята родина. Нейният протестантски дядо е пребит на работното си място, когато става известно, че синът му се жени за католичка. Две нейни братовчедки са убити на улицата през 70–те години, едната от протестанти, другата от католическата ИРА. Въпреки това до 1976 г. тя води аполитичен живот.

### Основаване на„Общността на хората, радетели за мир“ (Community of Peace People)
Поводът за нейния политическия ангажимент е събитието от 10 август 1976 г. Двама активисти от ИРА опитват да избягат с кола от британски войници, при което шофьорът е застрелян в движение, а спътникът му е тежко ранен. Колата се блъска в жена с три малки деца, между които и едно бебе. Майката оживява тежко ранена, децата умират на място.
Бети Уилямс, която живее на същата улица, чува шума от автомобилната катастрофа и така става свидетел на събитията. Непосредствено след това шокирана и завладяна взима решение, да направи нещо срещу ежедневното безсмислено насилие. Тя започва от собствената си врата и опитва да разтърси съседите.
Когато медиите съобщават за нейния ангажимент и нейният апел срещу насилието и за помирение (излъчено два дни след събитията по телевизията), в разстояние на кратко време подкрепата нараства неимоверно. Провеждат се мирни демонстрации от (предполагаеми) половин милион души във Великобритания и Северна Ирландия. Първите съратници на Бети Уилямс са лелята на трите убити деца и журналиста Киаран Маккеон, който им предлага своята помощ – тримата се срещат на погребението на децата. На следващия ден след телефонно обаждане на Бети Уилямс основаната от нея група Жени за мир (Women for Peace) събира 10 000 души на мирна демонстрация в Андерсънстаун.
По това време северноирландският конфликт е в своята седма годишнина; 1600 души са загубили своя живот, вече има създадени малки мирни движения, които рядко привличат повече от няколко хиляди души.
Няколко дни след погребението двете жени и Киаран Маккеон съставят декларацията на „Peace People“: Чрез това движение за мир те отправят просто послание към света.
- Ние искаме да живеем и да обичаме, и да градим справедливо и мирно общество.
- Ние искаме за нашите деца и за самите нас животът вкъщи, на работа и по време на игра, да бъде живот, пълен с щастие и мир.
- Ние осъзнаваме, че за да построим такъв живот, от нас се изисква цялата всеотдайност, упорита работа и смелост.
- Ние осъзнаваме, че обществото ни има много проблеми, които представляват извор на конфликт и насилие.
- Ние осъзнаваме, че всеки изстрелян патрон и всяка експлодирала бомба утежняват тази задача.
- Ние отричаме употребата на бомби, патрони и всички техники на насилие.
- Ние се посвещаваме на работата с нашите съседи, от близо и далеч, ден след ден, за да построим това мирно общество, в което трагедиите, които изживяхме, ще са само лош спомен и постоянно предупреждение.“

Следват така наречените „мирни митинги“ (Peace Rallye), при които навсякъде в Северна Ирландия седмица след седмица се провеждат мирни демонстрации. Главните организатори от „Общността на хората, радетели за мир“, прераснала от групата „Жени за мир“, пътуват с автобуси от град на град. Връхна точка е организираната от Бети Уилямс и нейните съратници през октомври 1976 г. акция на площад Трафалгар Скуеър в Лондон, в която взима участие и американската певица и активистка за мир Джоун Байез. Чрез международния интерес е събрана сумата от 300 000 английски паунда, с която е финансиран строежът на Централната сграда на организацията, издаването на вестника Peace by Peace, както и някои комунални проекти. Бети Уилямс и Марийд Кориган пътуват през Европа, Австралия и САЩ, за да разяснят своите цели.
Със задна дата през октомври 1977 г. на двете жени е присъдена Нобелова награда за мир за 1976 година за ангажираността им с Peace People (1976 първоначално наградата не е присъдена). Тя е връчена през декември 1977 г. Бети Уилямс, често приемана за движещата сила на тогавашното движение, държи благодарствена реч, в която между другото казва:
| „ | Състраданието е по-важно от интелекта, за да се предизвика любовта, от която има нужда работата в името на мира, а интуицията често може да бъде по-добър показател от студения разум. Трябва да обмисляме, да преценяваме добре, но когато не изпитваме съчувствие, преди въобще да сме започнали да обмисляме, тогава вероятно ще почнем да водим борбата на теория. | “ |

### След Нобеловата награда
Употребата на наградния фонд от приблизително 80 000 британски паунда носи безпокойство и негодувание в средите на „Общността на хората радетели за мир“, вместо предварително заявеното подпомагане на проекти в развиващите се страни или използването на средствата в проекти на организацията, двете жени по предложение на Бети Уилямс задържат сумата за себе си. Уилямс обявява в интервю от 1986, че тя по това време е напълно безпарична и с оглед на своя провален брак и отнемащите много време политически ангажименти е използвала парите за житейските си нужди.
Това е само един от аспектите на пораждащите се конфликти в общността, довели в началото на 1980 г. до ескалация на напрежение и напускане на Бети Уилямс през февруари същата година.
През октомври 1982 г. заедно с втория си съпруг Джеймс Пъркинс и дъщеря си Дебора Бети Уилямс емигрира във Флорида/САЩ. Там тя се застъпва в подкрепа на международни мирни проекти. През март 1997 г. основава организацията World Centers of Compassion for Children International, председателствана и днес от нея (2007).
Бети Уилямс е член на Почетния съвет на Мирния университет на ООН (UPEACE) в Коста Рика и на президиума на Института за демокрация в Азия със седалище във Вашингтон. Освен това е и почетен член на „Будапещенския клуб“.
През 2004 г. Бети Уилямс се завръща в Северна Ирландия, където живее и днес (2007).

## Отличия
- Медал „Карл фон Осиецки“ на Международната лига за човешки права (1976)
- Нобелова награда за мир (1976)
- Почетна награда на юридическия факултет на Йейлския университет (1977)
- Награда за мир на норвежкия народ (1976)
- Награда за човешки права „Елинор Рузвелт“ (1999)
- Награда „Мартин Лутър Кинг младши“ (2002)